# Baaralb und Oberes Donautal
Der Naturraum Baaralb und Oberes Donautal ist in der naturräumlichen Haupteinheitengruppe Schwäbische Alb eine Hauptgruppe, die aus der Baaralb und dem Oberen Donautal besteht.

## Naturräumliche Gliederung

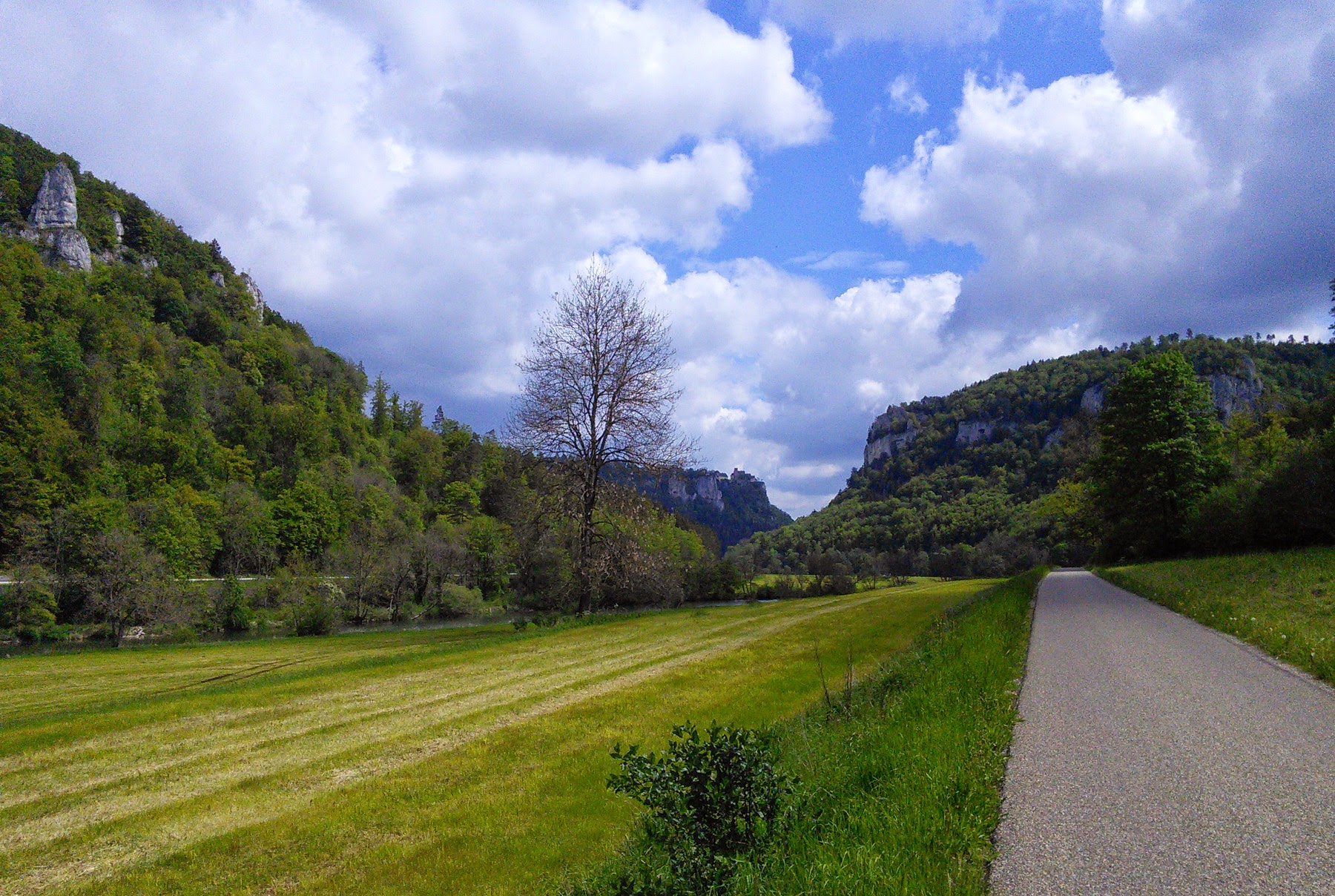
Oberes Donautal, östlich von Beuron

Die genaue Abgrenzung von Baaralb, Hegaualb und Donautal nach dem Handbuch der naturräumlichen Gliederung Deutschlands differiert zwischen Blatt 178 Sigmaringen (1959) und Blatt 186 Konstanz (1964), die Aufstellung zeigt die Aufteilung nach dem Blatt Sigmaringen, da auch die LUBW in ihren Naturraumsteckbriefen diese Systematik verwendet.
Die dreistellig nummerierte Haupteinheit teilt sich in folgende Untereinheiten (Nachkommastellen) auf:
- 09 (=D60) Schwäbische Alb
  - 092 Baaralb und Oberes Donautal
    - 092.0/1 Baaralb (unterschiedliche Zahlenschlüssel, Feingliederung siehe dort)
    - 092.3 Oberes Donautal (zwischen Tuttlingen und Inzigkofen) (=0912.1)[4]
      - 092.30 Tuttlinger Donautalweitung (=0912.10)[4]
      - 092.31 Oberes Donautal (= Donaudurchbruch bei Beuron)
      - 092.32 Schmeiental